# Don Míguelo
 (avril 2018).
Si vous disposez d'ouvrages ou d'articles de référence ou si vous connaissez des sites web de qualité traitant du thème abordé ici, merci de compléter l'article en donnant les références utiles à sa vérifiabilité et en les liant à la section « Notes et références ».
Miguel Ángel Valerio mieux connu sous son nom d'artiste Don Míguelo né en 1981 à San Francisco de Macorís, en République dominicaine, est un rappeur de reggaeton.
Il devient célèbre avec des titres comme "La Cola De Motora" ou encore "A Que Tu Quiere".

## Biographie
Miguel Ángel Valerio, exerce divers métiers dont celui d'ébéniste. 
En 1996, à seulement 15 ans il fait ses premiers dans le reggaeton, il commence directement à produire ses propres chansons.
Il rencontre un directeur d'émission de télévision Gabriel Grullón qui lui offre ses premières opportunités d'être médiatisé au niveau de son pays et plus tard au niveau international. Il est ensuite remixé par le producteur SamForce mais ce dernier l'abandonne pour cause de r'n'b, heureusement Gabriel est un grand danseur.
Les présentations scénographiques de l'artiste connaissent un véritable succès, et partage la scène avec des artistes tels que Vico C, Javiah, Voltio, Divino mais accompagne aussi l'américain Ja Rule dans un concert au Stade Quisquella à Santo Domingo.
Contra El Tiempo, contient les titres suivants : “Que Tu Quieres”, “Acelerao Y Pico”, “El Ponchao”, entre autres. Ce disque est mixé et enregistré en République Dominicaine et est de fruit de collaborations avec Rafy Mercenario, Frank Reyes et Monchy & Alexandra.